# Serge Reggiani

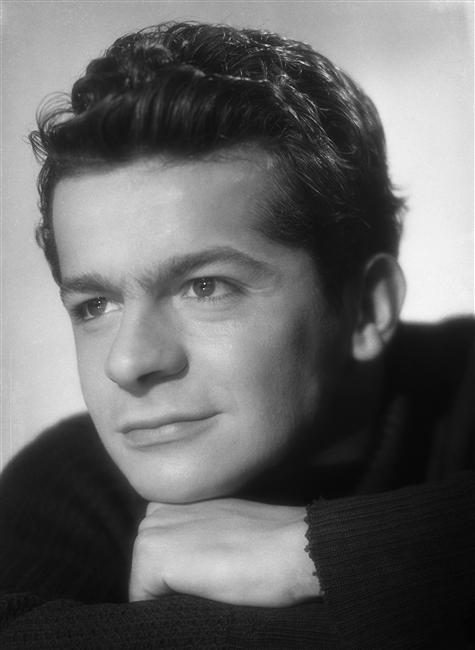
Serge Reggiani in 1944

Serge Reggiani (Reggio Emilia, 2 mei 1922 – Boulogne-Billancourt, 22 juli 2004) was een in Italië geboren Franse zanger en acteur.

## Leven en werk

### Afkomst, opleiding en debuut als toneelacteur
Hij verliet Italië op achtjarige leeftijd met zijn ouders. De familie verhuisde naar Yvetot in Normandië. Nadat hij de toneelschool (Conservatoire des Arts Cinématographiques) in Parijs had gevolgd begon hij zijn toneelcarrière in 1941. Hij werd ontdekt door Jean Cocteau en verscheen in de in oorlogstijd gemaakte productie Les Parents Terribles. Tijdens de Tweede Wereldoorlog verliet hij Parijs om zich bij het Franse verzet aan te sluiten.
Hoewel hij als filmacteur misschien niet de allerhoogste top bereikte, vierde hij lang (tussen 1959 en 1965) triomfen in het theater met zijn vertolking in Jean-Paul Sartre’s toneelstuk Les Séquestrés d'Altona.

### Filmacteur
De eerste film waarin hij een rol van betekenis speelde was Les Portes de la nuit (Marcel Carné, 1946). Kort daarna vertolkte hij tragische hoofdrollen in Le Dessous de cartes (1947) en in Les Amants de Vérone (1949), twee vroege films van André Cayatte. Vanaf dan hield hij niet meer op in films op te treden, zo'n 80 in totaal. Hij werkte met verscheidene belangrijke filmregisseurs zoals Jacques Becker (Casque d'or, 1952), Julien Duvivier (Marie-Octobre, 1958), Jean-Pierre Melville (Le Doulos, 1961 en L'Armée des ombres, 1969) en Henri-Georges Clouzot (het onvoltooide L'Enfer, 1964). Later hadden vooral Claude Sautet (Vincent, François, Paul... et les autres, 1974), Claude Lelouch (Le Chat et la Souris, 1975 en Le Bon et les Méchants, 1976), Ettore Scola (La terrazza, 1979) en Theo Angelopoulos (L'Apiculteur, 1986) nog mooie rollen voor hem in petto.

### Zangcarrière
Omstreeks 1964 begon hij, met de hulp van Simone Signoret en haar echtgenoot Yves Montand, daarnaast ook een carrière als zanger. Op het einde van 1964 bracht hij zijn debuut, Serge Reggiani Chante Boris Vian uit, met daarop onder meer het antimilitaristische lied Le Déserteur. De Franse diva Barbara was in de wolken met zijn interpretatie van het werk van Boris Vian en nam hem mee op tournee. In de loop der jaren zouden nog een twintigtal studio-albums volgen. Les Loups Sont Entrés Dans Paris ("De Wolven zijn Parijs binnengevallen"), Ma Liberté en Sarah (of La femme qui est dans mon lit) ("De Vrouw in mijn Bed") worden tot zijn sterkste chansons gerekend. De twee laatste nummers werden geschreven door Georges Moustaki. In 1977 bracht hij het nummer Ma Derniere Volonté uit. De Nederlandse vertaling hiervan, onder de titel Laat me, werd een zoveelste succes voor de Nederlandse chansonnier Ramses Shaffy.
Reggiani werd een van de meest gevierde vertolkers van het Franse chanson en hoewel hij al begin veertig was, maakte zijn ruige imago hem populair bij zowel jongere als oudere luisteraars. De jeugd kon zich sterk identificeren met zijn politiek linkse opvattingen en anti-militarisme, dat met name tot uiting kwam tijdens de Franse studentenrevoltes in 1968. Met het klimmen van de jaren werd hij meer en meer erkend als een van de beste vertolkers van het Franse chanson die de poëzie van Arthur Rimbaud, Charles Baudelaire, Guillaume Apollinaire en Jacques Prévert dichter bij het publiek bracht.

### Latere carrière
In zijn latere leven legde hij zich toe op schilderen, waarbij hij een aantal malen exposeerde.
In 1995 maakte hij een comeback op het zangpodium met een aantal concerten die hij gaf ondanks zijn verslechterde gezondheid en persoonlijke ellende. Zijn laatste concert vond plaats in de lente van 2004, een half jaar voor zijn overlijden.

### Privéleven
In 1944 trouwde hij met de actrice Janine Darcey, die hij ontmoet had op de set van Le carrefour des enfants perdus (Léo Joannon, 1944). Hij kreeg twee kinderen met haar, Stephan (1946) en Carine (1951). Beide kinderen bouwden later ook allebei een zangcarrière uit, waarbij Stephan het moeilijk vond om altijd in de schaduw van zijn vader te staan, wat waarschijnlijk de aanleiding geweest is voor zijn tragische zelfmoord in 1980. Reggiani leed door dit gebeuren aan ernstige depressies en raakte verslaafd aan alcohol, een probleem waar hij de rest van zijn leven mee zou blijven worstelen.
Serge Reggiani overleed in Parijs op 82-jarige leeftijd aan de gevolgen van een hartaanval. Hij ligt begraven op de Cimetière du Montparnasse.

## Filmografie (selectie)
- 1942: Le Voyageur de la Toussaint (Louis Daquin)
- 1946: Les Portes de la nuit (Marcel Carné)
- 1948: Le Dessous de cartes (André Cayatte)
- 1949: Manon (Henri-Georges Clouzot)
- 1949: Les Amants de Vérone (André Cayatte)
- 1949: Au royaume des cieux (Julien Duvivier)
- 1950: La Ronde (Max Ophüls)
- 1952: Casque d'or (Jacques Becker)
- 1953: La Bergère et le ramoneur (Paul Grimault) (tekenfilm, stem van de schoorsteenveger)
- 1953: Un acte d'amour (Anatole Litvak)
- 1955: Les salauds vont en enfer (Robert Hossein)
- 1958: Échec au porteur (Gilles Grangier)
- 1958: Les Misérables (Jean-Paul Le Chanois)
- 1958: Marie-Octobre (Julien Duvivier)
- 1960: Tutti a casa (La Grande Pagaille) (Luigi Comencini)
- 1961: Paris Blues (Martin Ritt)
- 1961: Le Doulos (Jean-Pierre Melville)
- 1963: Il Gattopardo (Luchino Visconti)
- 1964: L'Enfer (Henri-Georges Clouzot)
- 1965: Marie-Chantal contre le docteur Kha (Claude Chabrol)
- 1966: La Vingt-cinquième Heure (Henri Verneuil)
- 1967: Les Aventuriers (Robert Enrico)
- 1969: L'Armée des ombres (Jean-Pierre Melville)
- 1974: Touche pas à la femme blanche! (Marco Ferreri)
- 1974: Vincent, François, Paul... et les autres (Claude Sautet)
- 1975: Le Chat et la Souris (Claude Lelouch)
- 1976: Le Bon et les Méchants (Claude Lelouch)
- 1977: Violette et François (Jacques Rouffio)
- 1979: La terrazza (Ettore Scola)
- 1980: L'Empreinte des géants (Robert Enrico)
- 1986: L'Apiculteur (Ο Μελισσοκόμος) (Theo Angelopoulos)
- 1988: Ne réveillez pas un flic qui dort (José Pinheiro)
- 1990: Il y a des jours... et des lunes (Claude Lelouch)
- 1990: I Hired a Contract Killer (Aki Kaurismaki)
- 1995: Le Petit Garçon (Pierre Granier-Deferre)

- Biblioteca Nacional de España: XX846881
- Bibliothèque nationale de France: cb138988824 (data)
- CiNii: DA05046654
- Gemeinsame Normdatei: 119042088
- International Standard Name Identifier: 0000 0001 2321 6320
- Library of Congress Control Number: n91000771
- MusicBrainz: 9153b056-330e-4368-ae78-a30df88417f8
- Nationale Bibliotheek van Tsjechië: xx0181885
- Nationale Bibliotheek van Israël: 987007333036505171
- Nederlandse Thesaurus van Auteursnamen: 071100563
- Istituto Centrale per il Catalogo Unico: RAVV088761
- SNAC: w6bc42tt
- Système universitaire de documentation: 02996251X
- Trove: 1136121
- Virtual International Authority File: 118235221
- WorldCat: E39PBJyh9V3xj8wTWVGwYttxjC